# Igelit
Igelit ist ein ehemals eingetragener Handelsname für Weich-PVC, insbesondere eines Copolymerisates mit z. B. 20 % Acrylsäureester bei 80 % Vinylchlorid. Außerdem wurde noch der Weichmacher Trikresylphosphat (TKP) mit bis 30 % Anteil zugesetzt.
Der Name spielt auf den Inhaber der Namensrechte an, die I.G. Farbenindustrie A. G. Er wurde von den Nachfolgern der I.G.-Farben bis in die Nachkriegszeit benutzt, musste dann aber, wie andere Handelsnamen mit den Anfangsbuchstaben IG-, im Zuge der Liquidation von I.G. Farben aufgegeben werden.

## Produktionsgeschichte
1938 nahm das Werk Bitterfeld mit einer Monatsproduktion von 120 Tonnen die Fertigung auf. In der DDR produzierten es die vormaligen I.G.-Farbenwerke VEB Elektrochemisches Kombinat Bitterfeld und die Buna-Werke Schkopau in großen Mengen.
1939 wurde Igelit beworben als „thermoplastischer Kunststoff von vielseitigem Charakter, in jeder Härte einstellbar durch Weichmacher, in jeder Farbe einfärbbar mit Vulkanechtfarbstoffen, […] zeichnet sich aus durch Korrosionsfestigkeit und Alterungsbeständigkeit, ist verwendbar als Isoliermasse, als Mantelmasse, als Bleimantelersatz.“
Das Material diente u. a. als Lederersatz für Schuhmaterial und Taschen, für Regenmäntel („Hast du Igelit im Haus, kannst du auch bei Regen raus“), als Fußbodenauslegware minderer Qualität und auch als Verpackungsmaterial. In der DDR war es vor allem als Schuhmaterial berüchtigt („Im Sommer heiß, im Winter kalt“). Igelit wurde in den letzten Kriegsjahren und nach dem Zweiten Weltkrieg als Ersatz für Glas in die Fenster genagelt. Hierzu wurde das etwa 3 mm starke, bei Raumtemperatur flexible Tafelmaterial von Glasern vertrieben oder gegen Naturalien getauscht. Im Raum Leipzig erfolgte dieser Vertrieb z. B. durch die damalige Firma Glas-Nebe. Diese Ersatzlösung für Glas beschränkte sich auf Regionen in Nähe der Igelitproduktion (Leuna/Bitterfeld).
Es konnte durch Abgabe von Orthotrikresylphosphat (OTKP) aus seinem Weichmacher Nervenlähmungen verursachen. Daher wurde seine Verwendung in der DDR bereits 1950 durch eine Verordnung stark eingeschränkt, die u. a. ein Verbot der Verwendung im Nahrungsmittel- und Hygienebereich sowie die Verpflichtung einer Gefahrenkennzeichnung an entsprechenden Produkten beinhaltete.
In Zeiten des Kalten Krieges wurde behauptet, dass der Suppenwürze BINO Abfälle der Igelit-Produktion beigefügt wurden. Das entbehrte jeder Grundlage.